# International Chamber of Commerce Tower
L'International Chamber of Commerce Tower est un gratte-ciel de Shenzhen, il mesure 216 m pour 55 étages.